# 伯恩哈德·布里廷
伯恩哈德·布里廷（德語：Bernhard Britting，1940年10月22日—），德国男子赛艇运动员。他曾代表德国联队参加1964年夏季奥林匹克运动会赛艇比赛，获得男子四人单桨有舵手金牌。